# Bunker Hill (Indiana)
Bunker Hill is een plaats (town) in de Amerikaanse staat Indiana, en valt bestuurlijk gezien onder Miami County.

## Demografie
Bij de volkstelling in 2000 werd het aantal inwoners vastgesteld op 987.
In 2006 is het aantal inwoners door het United States Census Bureau geschat op 1012, een stijging van 25 (2,5%).

## Geografie
Volgens het United States Census Bureau beslaat de plaats een oppervlakte van
1,1 km², geheel bestaande uit land. Bunker Hill ligt op ongeveer 245 m boven zeeniveau.

## Plaatsen in de nabije omgeving
De onderstaande figuur toont nabijgelegen plaatsen in een straal van 12 km rond Bunker Hill.